# Helen Sheedy
Helen Sheedy is een voormalig tennisspeelster uit Australië.
In 1969 speelde zij samen met haar landgenote Lynette Mansfield de kwartfinale van het Australian Open.